# Хрипкове
Хрипко́ве — пасажирський залізничний зупинний пункт Лиманської дирекції Донецької залізниці.
Розташований у селі Мілуватка, Сватівський район, Луганської області на лінії Сватове — Попасна між станціями Кабанне (11 км) та Сватове (10 км).
Не зважаючи на військову агресію Росії на сході Україні, транспортне сполучення не припинене, щодоби п'ять пар приміських поїздів здійснюють перевезення за маршрутом Сватове — Попасна, проте вони зупиняються тільки по станціях.